# اس‌ام‌اس سیدلر
اس‌ام‌اس سیدلر (به انگلیسی: SMS Seeadler) یک کشتی بود که طول آن ۸۲٫۶ متر (۲۷۱ فوت ۰ اینچ) بود. این کشتی در سال ۱۸۹۲ ساخته شد.